# Uglič
Uglič (rusky Углич) je město v Jaroslavské oblasti Ruské federace. Leží na řece Volze u hráze Ugličské přehrady, která zaplavila historickou okrajovou část města. Město se nachází zhruba 70 kilometrů jižně od Rybinské přehrady a 200 kilometrů na sever od Moskvy a počítá se do Zlatého kruhu Ruska.
V roce 2010 žilo v Ugliči zhruba 34 tisíc obyvatel.

## Dějiny
V roce 1584 byl do Ugliče vykázán syn Ivana IV. Hrozného, carevič Dimitrij. Ten zde pak 15. května 1591 za nevyjasněných okolností zemřel (podezírána byla například tehdejší šedá eminence a pozdější car Boris Godunov) coby jeden z posledních představitelů dynastie Rurikovců – výsledkem bylo období zmatků a pozdější nástup dynastie Romanovců. Jedná se o velmi důležitou událost ruských dějin, která pozvedla i význam města, jež má dnes dokonce Dimitrije ve svém znaku. Ten byl totiž záhy pravoslavnou církví kanonizován, na místě jeho smrti byl postaven kostel sv. Dimitrije a Uglič se stal poutním místem. Téma bylo také vícekrát umělecky zpracováno, nejslavněji v Puškinově dramatu Boris Godunov, podle kterého vytvořil Modest Petrovič Musorgskij stejnojmennou operu.